# Tony Gaze
Tony Gaze va ser un pilot de curses automobilístiques australià que va arribar a disputar curses de Fórmula 1.
Tony Gaze va néixer el 3 de febrer del 1920. Va ser també un destacat pilot aeri a la II Guerra Mundial.

## A la F1
Va debutar a la tercera temporada de la història del campionat del món de la Fórmula 1, la corresponent a l'any 1952, disputant el 22 de juny el GP de Bèlgica, que era la tercera prova del campionat.
Tony Gaze va arribar a participar en quatre curses puntuables pel campionat de la F1, totes dins de la temporada 1952.

## Resultats a la Fórmula 1
| Any  | Equip     | Xassís | Motor | 1   | 2   | 3      | 4   | 5       | 6       | 7   | 8       | Posició | Punts |
| ---- | --------- | ------ | ----- | --- | --- | ------ | --- | ------- | ------- | --- | ------- | ------- | ----- |
| 1952 | Tony Gaze | HWM    | Alta  | SUI | 500 | BEL 15 | FRA | GBR Ret | ALE Ret | HOL | ITA NVQ | -       | 0     |

### Resum
| Curses: | Victòries: | Pòdiums: | Poles: | Voltes ràpides: | Punts: |
| ------- | ---------- | -------- | ------ | --------------- | ------ |
| 4       | 0          | 0        | 0      | 0               | 0      |